# Asterostroma medium
Asterostroma medium är en svampart som beskrevs av Bres. 1920. Asterostroma medium ingår i släktet Asterostroma och familjen Lachnocladiaceae. Inga underarter finns listade i Catalogue of Life.